# Plantin (krój pisma)
Plantin – szeryfowa antykwa renesansowa, nazwana po szesnastowiecznym drukarzu Krzysztofie Plantinie. Krój ten został zaprojektowany w 1913 r. przez brytyjską firmę Monotype z przeznaczeniem dla jej systemu składu gorącego. Projekt Plantina jest swobodnie oparty na kroju Gros Cicero stworzonym przez Roberta Granjona w XVI w. i znajdującym się w kolekcji Plantin-Moretus Museum w Antwerpii.
Za Plantinem stał zamysł stworzenia kroju z grubszymi literami w porównaniu z popularnymi wówczas krojami: wcześniejsi projektanci zmniejszali grubość swoich krojów, aby uniknąć efektu nadmiernego rozlewania się farby w trakcie druku lub aby osiągnąć bardziej elegancki wygląd, jednak wprowadzone przed 1913 r. nowe rozwiązania w wygładzaniu i powlekaniu papieru doprowadziły do zmniejszenia efektu rozlewania się farby. Przygotowując projekt,  kierownik techniczny Monotype – Frank Hinman Pierpont, odwiedził Plantin-Moretus Museum, które dostarczyło mu wydrukowany wzór.
Plantin to jeden z pierwszych projektów firmy Monotype, który nie był po prostu kopią krojów popularnych w brytyjskim drukarstwie; od kiedy został udostępniony i zdigitalizowany cieszył się ogólnym uznaniem. Z perspektywy czasu może się wydawać, że utorował drogę wielu projektom firmy Monotype z lat 20. i 30. XX w. będącym odnowionymi wersjami klasycznych krojów pisma. Plantin posłuży później również jako jeden z głównych wzorów do stworzenia Times New Romana w latach 30. XX w.. Do rodziny kroju Plantina należą odmiany: regular, light i bold razem z odpowiadającymi im kursywami.

## Inspiracja

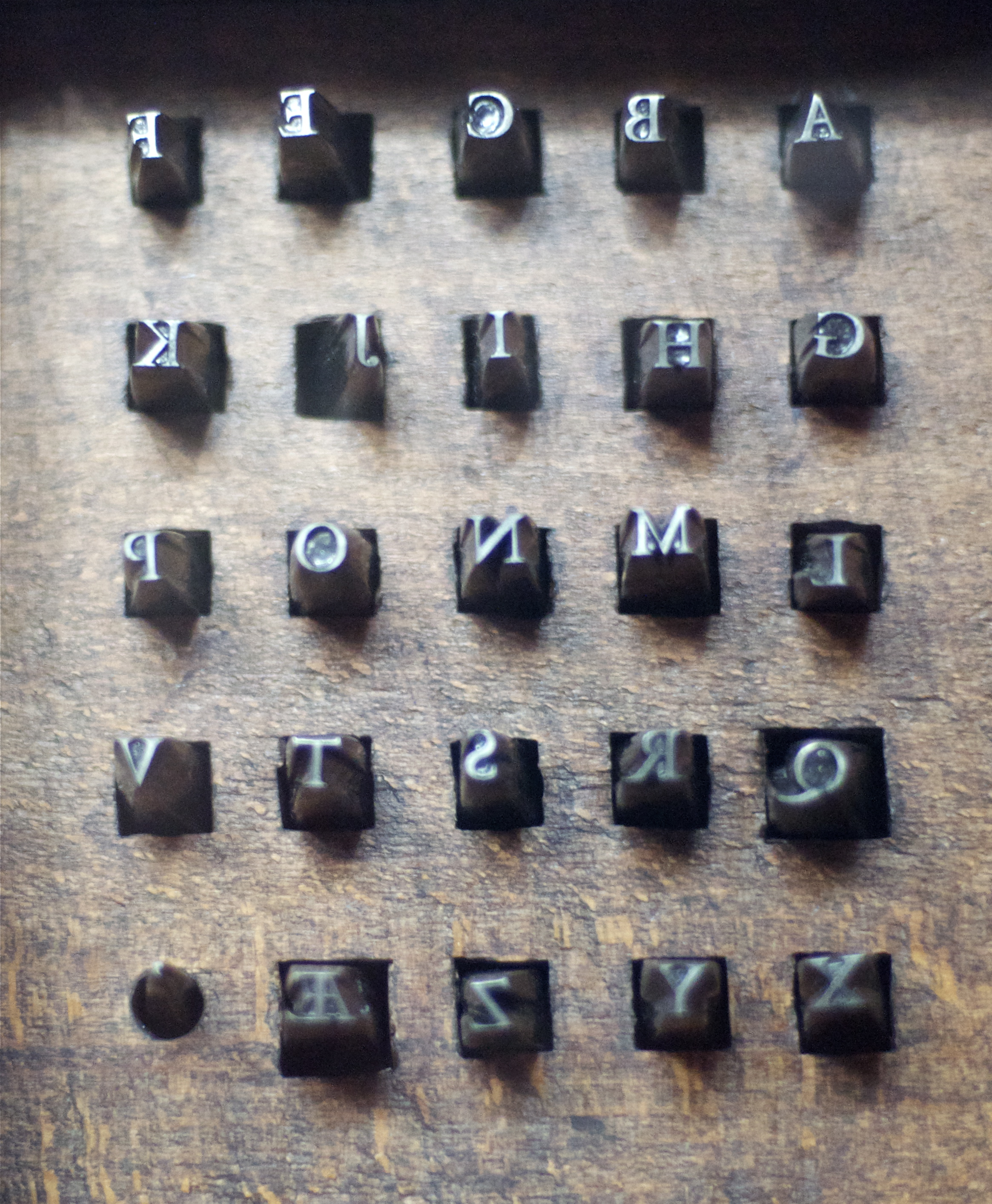
Stalowe punce w Plantin-Moretus Museum, przy pomocy których giserzy tworzyli matryce wykorzystywane później do odlewania metalowych czcionek. Ta unikatowa kolekcja oryginalnych szesnastowiecznych matryc i punc była inspiracją dla twórców projektu Plantina.

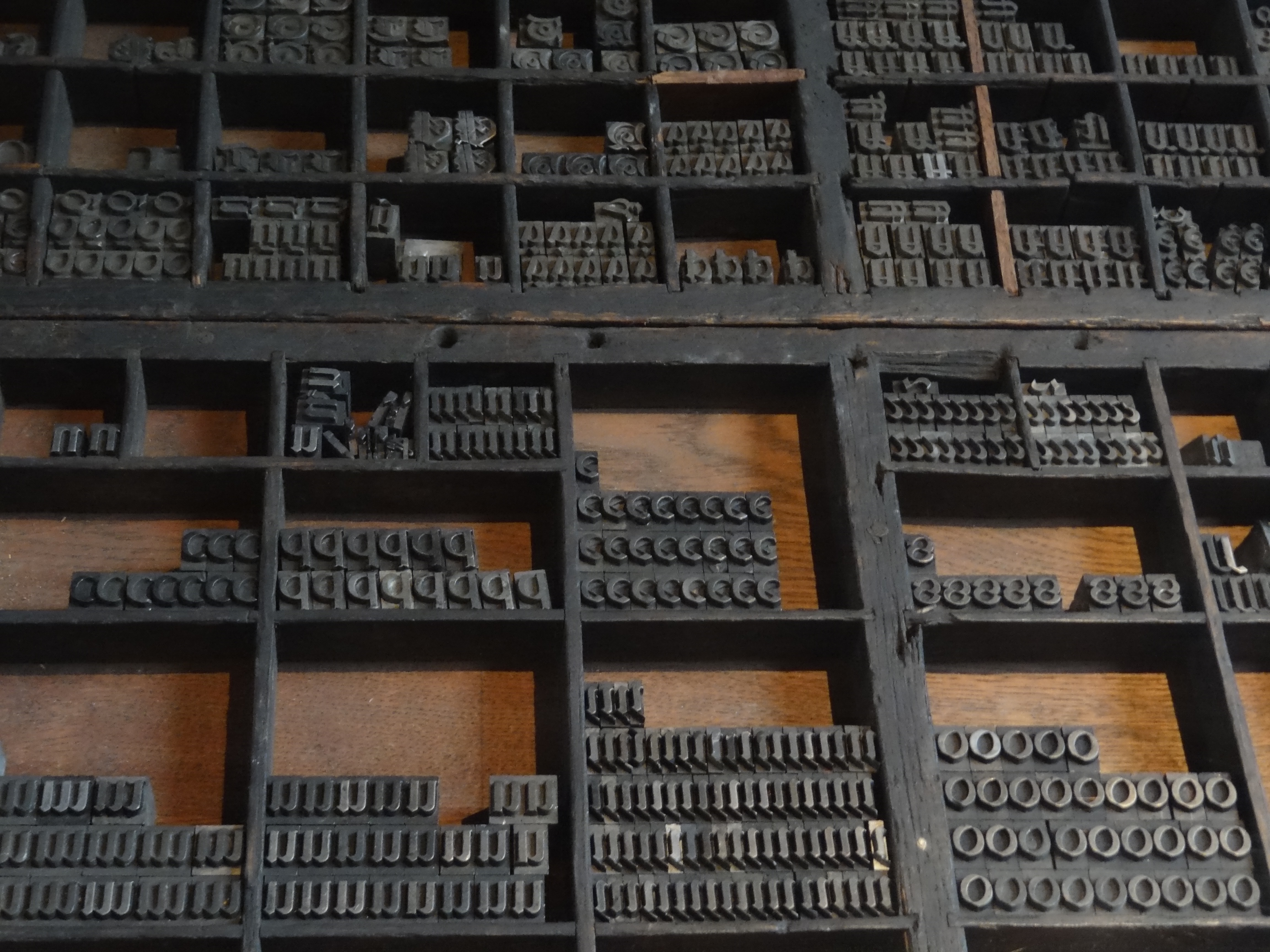
Kaszty czcionek w Plantin-Moretus Museum.

W czasie gdy Plantin został udostępniony, system składu gorącego firmy Monotype, który odlewał nową czcionkę dla każdego druku, stawał się coraz bardziej popularny dzięki praktyczności w handlu i druku masowym, jednak firma oferowała stosunkowo podstawowe projekty, takie jak krój klasycystyczny, krój renesansowy i Clarendon. John Dreyfus, historyk i późniejszy pracownik firmy Monotype, zasugerował, że stworzona ok. 1910 r. w odlewni Shanks rodzina kroju znanego pod nazwą Plantin Old Style mogła stać się inspiracją. Była to tak naprawdę odświeżona wersja Caslona, bez żadnych powiązań z Plantinem, jednak ten krój również był promowany jako wysoce czytelny, więc Dreyfus stwierdził, że mógł on zasugerować twórcom wybór projektu i nazwy. Plantin-Moretus Museum, muzeum stworzone w 1876 r. z kolekcji Krzysztofa Plantina, która zachowała się dzięki jego spadkobiercom, słynące jako jedyna na świecie instytucja ze znaczną kolekcją szesnastowiecznych antykw i kursyw, zachęciło Pierponta to odwiedzenia go i zgłębienia tematu. Krój pisma Granjona, na którym Pierpont wzorował swój projekt, był jednym z krojów używanych przez Plantin-Moretus Press w XVII w., długo po śmierci Plantina i po tym, jak jego prasa drukarska została odziedziczona przez rodzinę Moretusów.
Plantin został zaprojektowany i odlany w metalu przez fabrykę firmy Monotype w Salfords, w hrabstwie Surrey, która była prowadzona przez Pierponta i rysownika Fritza Stelzera. Zanim związali się z firmą Monotype, pracowali w niemieckim przemyśle drukarskim. Stworzenie kroju będącego odnowieniem stylu francuskiego renesansu było nietypowym wyborem jak na tamte czasy, kiedy to większość brytyjskich drukarzy szczególnie dbających o wygląd książek wolała albo Caslona, albo odnowiony piętnastowieczny krój Nicolasa Jensona (rozpoznawalny po pochylonej poprzeczce w literze ‘e’), których to odświeżone wersje Monotype także opracował. Jednak w kolejnych dekadach inne wznowienia aldyn/francuskich renesansowych krojów pisma pochodzące z kilku firm używających składu gorącego (wliczając w to zaprojektowane przez Monotype Poliphilus, Bembo i Garamond oraz przez Linotype – Granjon, Estienne i inne) stały się bardzo popularne jako kroje stosowane w książkach do składu tekstu głównego.

## Projekt

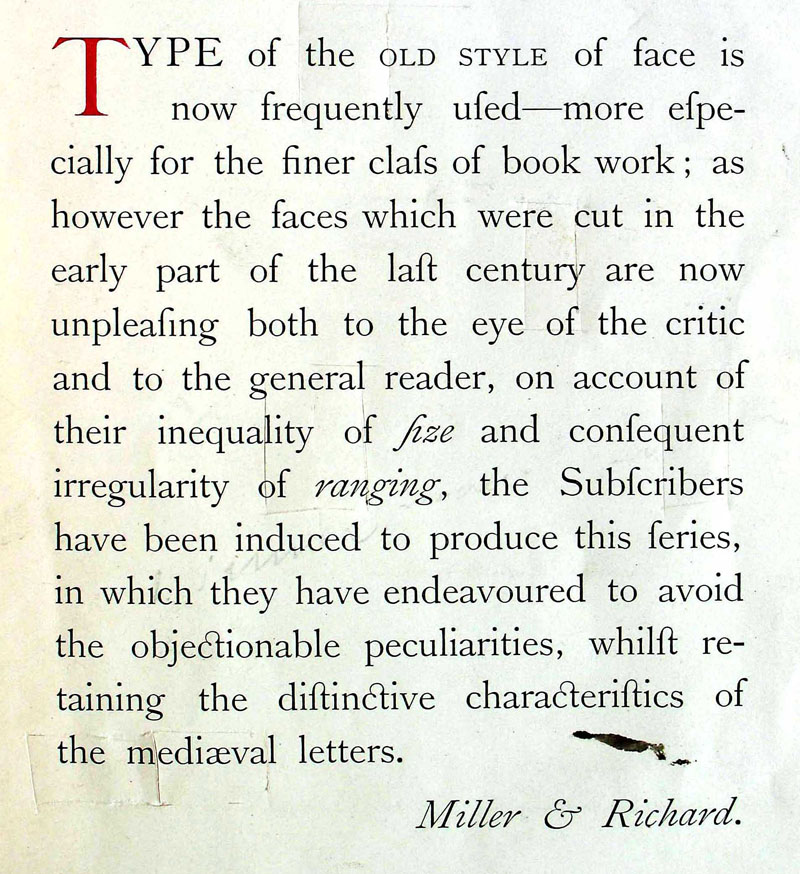
Miller & Richard’s Old Style – delikatna reinterpretacja przeddziewiętnastowiecznych krojów, która stała się popularna pod koniec XIX w. Gdy Monotype oferował ten krój jako jedną ze swoich pierwszych czcionek, tworzył również Plantina, którego solidniejszy projekt sprawiał, że tekst mógł być drukowany wyraźniej.

Projekt Plantina zachował wysoką linię średnią z projektów Granjona, ale skrócił wydłużenia górne i dolne liter oraz powiększył brzuszek minuskuł ‘a’ i ‘e’. Nie wszystkie litery zostały jednak zaczerpnięte od Granjona, jak np. ‘J’, ‘U’ i ‘W’, które nie były używane w piśmie francuskim w XVI w., oraz ‘a’, które, zanim wydrukowano arkusze wzorcowe, zostało zastąpione formą pochodzącą z osiemnastowiecznego stylu.
Wzory krojów pisma z 1742 r. autorstwa Clauda Lamesle’a (cenione za ich jakość drukarską) dostarczyły wzoru oryginalnej formy kroju stworzonego przez Granjona.

## Recepcja i użycie

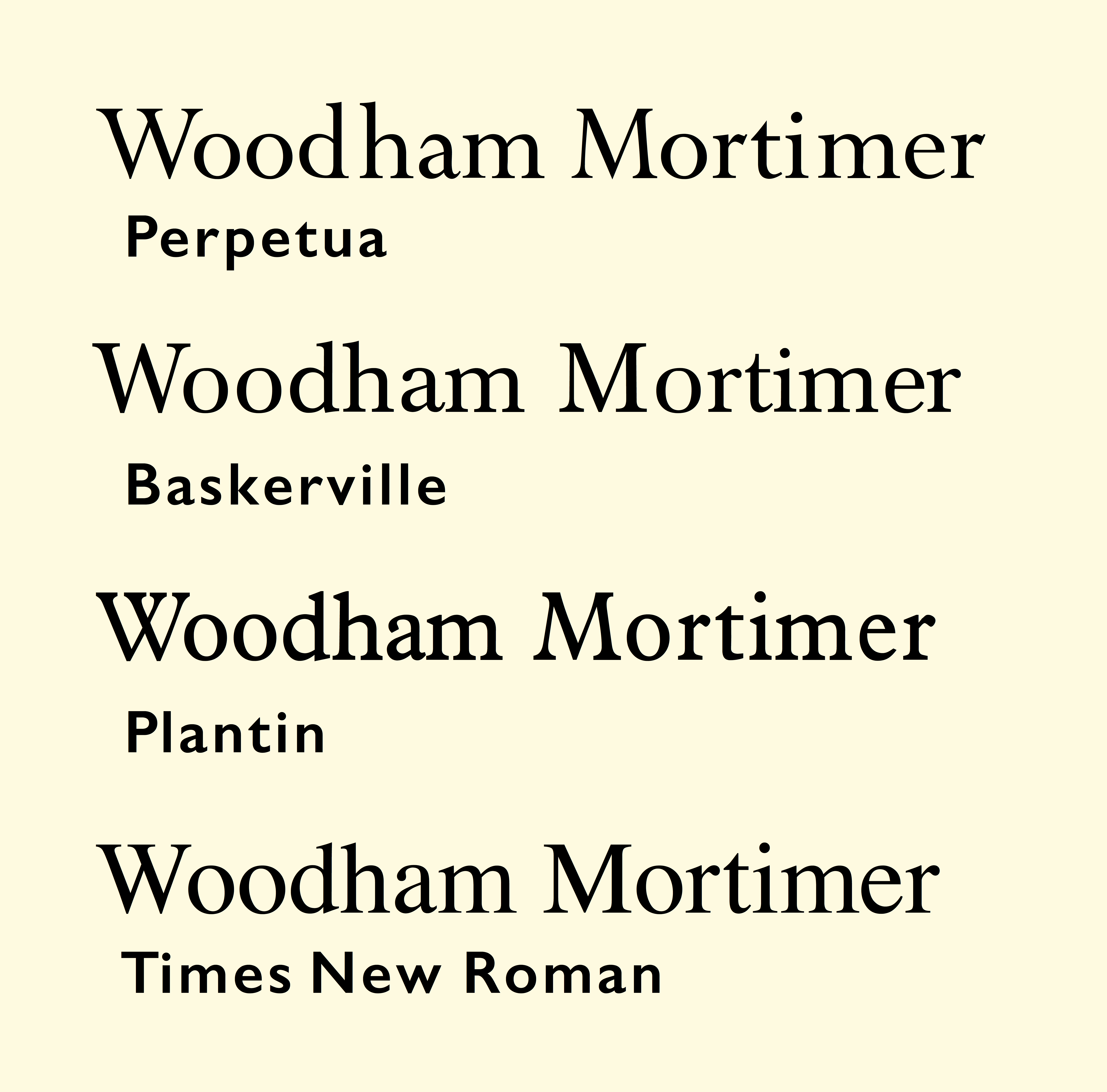
Digitalizacja Times New Romana poniżej Plantina i dwóch innych krojów, które początkowo były rozważane jako podstawa projektu Timesa: Perpetuy i Baskervilla. Times jest przede wszystkim oparty na Plantinie, ale jego litery są wyższe, a wygląd został zmodernizowany poprzez dodanie osiemnasto- i dziewiętnastowiecznych wpływów, co upodabnia go do Baskervilla i Perpetuy, przede wszystkim poprzez zwiększenie kontrastu kresek.

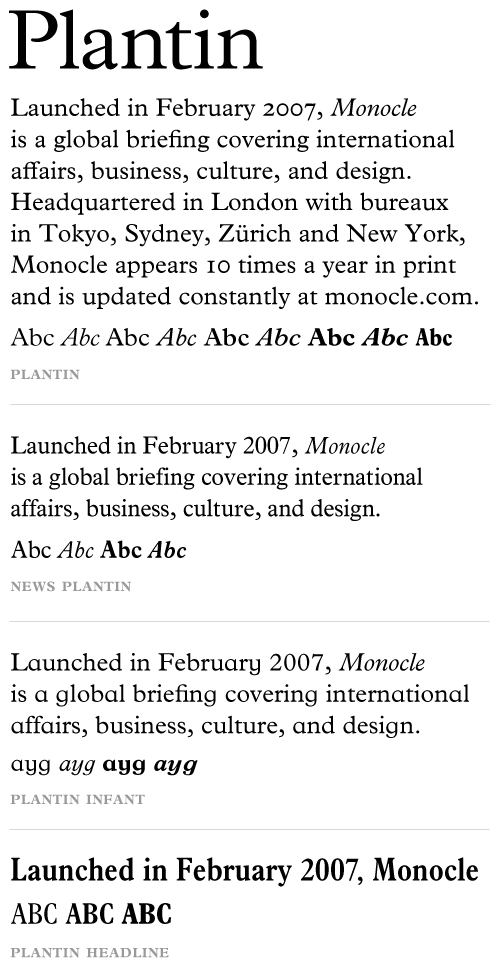
Przykład projektu Plantina stworzony przez Fontshop, prezentujący style: „Infant” oraz skondensowane „News” i „Headline” stosowane w gazetach.

Ze stosunkowo solidnym projektem, porównywanym do antykwy klasycystycznej i siedemnastowiecznych krojów popularnych na początku XX w. (których wersje już wcześniej zostały stworzone przez Monotype), Plantin dowiódł swej popularności i był często używany szczególnie w handlu i druku gazet, do których używano słabej jakości papieru zarówno w okresie metalowych czcionek, jak i później.
W okresie międzywojennym Plantin został zaadaptowany i spopularyzowany przez Pelican Press Francisa Meynella, Cloister Press C.W. Hobsona, był również okazjonalnie używany przez Cambridge Press. Niestandardowa wersja – Nonesuch Plantin – została również stworzona dla Nonesuch Press Meynella, jednego z pierwszych drukarzy dbających o wysoką jakość i artystyczny smak publikowanych dzieł, używającego monotypu. Krój ten charakteryzował się dłuższymi wydłużeniami górnymi i dolnymi minuskuł. Typograf Walter Tracy twierdził, że był zdumiony rozmiarami tych zmian i tym, jak wpłynęły na wygląd całego kroju: „Wygląda nie tylko na bardziej dopracowany, ale również jakby pochodził z innego okresu: okresu Fourniera (XVIII w.), nie Granjona”. Został on trafnie użyty przez Bodley Head do wydrukowania autobiografii Meynella. Istnieje również wiele uproszczonych wersji kroju, z jednopiętrowymi literami ‘a’ i ‘g’ oraz z ‘y’ z dwoma prostymi kreskami bocznymi. Jako krój podstawowy jest stosunkowo ciemny na stronie, Monotype zaoferował jednak wersję light tak samo jak bold.
Plantin był używany jako krój charakterystyczny dla ABC News od 1978 r. do późnych lat 90. XX w. Za przykład bliższego w czasie użycia można podać magazyn „Monocle”, który jest złożony w całości Plantinem i Helveticą.
Plantin służył jako podstawa dla ogólnego projektu Times New Romana – najbardziej popularnego ze wszystkich krojów pisma firmy Monotype. Times jest podobny do Plantina, ale „wyostrzony” czy też „zmodernizowany”, ze zwiększonym kontrastem (szczególnie przypominającym projekty z XVIII i XIX w.) i większą „żywością”. Kierownik Monotype, Allan Haley, opisał Timesa jako wyglądającego „jak Plantin na diecie”.